# BigGo
BigGo搜尋引擎提供服務範圍內所有購物網站之商品價格，讓使用者可以進行比價，並且支援現金回饋與數位貨幣回饋。服務範圍包含台灣、日本、新加坡、馬來西亞、印尼、泰國、香港、菲律賓、越南、印度、墨西哥、巴西以及澳大利亞。

## 公司歷史
樂方 成立於2016年8月，BigGo比價網站為其主要服務。是由風險投資公司SOSV第一個投資的台灣本地團隊，並在2019年A輪由國內知名的企業統一國際(Uni-President)領投完成第一階段募資。

## 網站
BigGo在世界上多個國家建立了本地化的網站。
| 地域   | 司法管辖区 | 域名                                | 始于       |
| ------ | ---------- | ----------------------------------- | ---------- |
| 亚洲   | 臺灣       | biggo.com.tw （页面存档备份，存于） | 2016年7月  |
| 亚洲   | 新加坡     | biggo.sg （页面存档备份，存于）     | 2018年6月  |
| 亚洲   | 泰國       | biggo.co.th （页面存档备份，存于）  | 2019年9月  |
| 亚洲   | 日本       | biggo.jp （页面存档备份，存于）     | 2020年3月  |
| 亚洲   | 印度尼西亞 | biggo.id （页面存档备份，存于）     | 2020年5月  |
| 亚洲   | 马来西亚   | my.biggo.com （页面存档备份，存于） | 2020年6月  |
| 亚洲   | 香港       | biggo.hk （页面存档备份，存于）     | 2020年7月  |
| 亚洲   | 菲律賓     | ph.biggo.com （页面存档备份，存于） | 2020年11月 |
| 亚洲   | 越南       | vn.biggo.com （页面存档备份，存于） | 2021年4月  |
| 亚洲   | 印度       | biggo.co.in （页面存档备份，存于）  | 2022年2月  |
| 南美洲 | 墨西哥     | biggo.mx （页面存档备份，存于）     | 2022年2月  |
| 南美洲 | 巴西       | biggo.com.br （页面存档备份，存于） | 2022年2月  |
| 大洋洲 |            | biggo.com.au （页面存档备份，存于） | 2022年2月  |

## 外部連結
- BigGo（页面存档备份，存于）（繁體中文）
- BigGoFacebook專頁（繁體中文）
- BigGo Linkedin（繁體中文）